# Scality
Scality es una compañía transnacional con su sede principal en San Francisco, California. Ella desarrolla espacios de almacenamiento de objetos, definidos por un programa de computador. Su producto comercial es una plataforma de aplicaciones de almacenamiento, llamada RING. El software Scality RING se usa en servidores industriales x86 para almacenar objetos y archivos. Scality también ofrece algunas herramientas opensource incluyendo Zenko, CloudServer, compatible con la plataforma Amazon S3 API. 

## Historia
Scality ha sido fundada en 2009 por Jérôme Lecat, Giorgio Regni, Daniel Binsfeld, Serge Dugas y Brad King. 
En el mes de marzo de 2011, el capital emprendedor de Scality aumentó 7 millones. En 2013, fue anunciada la inversión de capital de $22 millones, guiada por Menlo Ventures e Iris Capital con la participación de la FSN, PME y todos los inversores incluyendo Idinvest Partners, OMNES Capital y Galileo Partners. En agosto de 2015, su capital emprendedor subió $45 millones. La inversión de Serie D, providenciada por Menlo Ventures con la participación de todos los inversores incluyendo un nuevo estratégico, BroadBand Tower, fue capitalizada. En 2016, la HPE hizo una inversión estratégica en la compañía. En abril de 2018, la compañía anunció la ronda de capital de $60 millones.